# كازوتو تاجوشى
كازوتو تاجوشى (باليابانية: 田口麗斗؛ بالكانا: たぐち かずと) هو لاعب كرة قاعدة ياباني، ولد في 14 سبتمبر 1995 في سايكي-كو في اليابان.

## وصلات خارجية
- كازوتو تاجوشى على موقع الدوري الياباني لكرة القاعدة (الإنجليزية)
- كازوتو تاجوشى على موقعبيزبول رفرنس.كوم (الدوري الثانوي) (الإنجليزية)